# Бобслей на зимових Олімпійських іграх 2018 — двійки (жінки)
Змагання з бобслею у двійках серед жінок на зимових Олімпійських іграх 2018 відбулися 18–19 лютого в Центрі санного спорту «Альпензія» неподалік Пхьончхана, Південна Корея.

## Результати
| Місце | Номер | Країна                       | Спортсменки                              | Заїзд 1  | Заїзд 2 | Заїзд 3  | Заїзд 4 | Загалом | Відставання |
| ----- | ----- | ---------------------------- | ---------------------------------------- | -------- | ------- | -------- | ------- | ------- | ----------- |
| 1     | 6     | Німеччина                    | Маріама Яманка Ліза Буквіц               | 50.54    | 50.72   | 50.49    | 50.70   | 3:22.45 | –           |
| 2     | 5     | США                          | Елана Меєрс-Тейлор Лорен Гіббс           | 50.52 TR | 50.81   | 50.46 TR | 50.73   | 3:22.52 | +0.07       |
| 3     | 4     | Канада                       | Кейлі Гамфріс Філісія Джордж             | 50.72    | 50.88   | 50.52    | 50.77   | 3:22.89 | +0.44       |
| 4     | 8     | Німеччина                    | Штефані Шнайдер Анніка Драцек            | 50.63    | 50.93   | 50.71    | 50.70   | 3:22.97 | +0.52       |
| 5     | 7     | США                          | Джеймі Гребел-Позер Ейджа Еванс          | 50.59    | 50.99   | 50.59    | 50.85   | 3:23.02 | +0.57       |
| 6     | 9     | Канада                       | Алісія Рісслінг Гезер Мойс               | 50.81    | 50.95   | 50.83    | 51.04   | 3:23.63 | +1.18       |
| 7     | 13    | Канада                       | Крістін де Брюйн Мелісса Лотолз          | 50.94    | 50.91   | 50.75    | 51.29   | 3:23.89 | +1.44       |
| 8     | 17    | Велика Британія              | Міка Макнілл Міка Мур                    | 50.77    | 50.95   | 51.16    | 51.19   | 3:24.07 | +1.62       |
| 9     | 12    | Швейцарія                    | Сабіна Гафнер Рагель Ребзамен            | 50.86    | 51.16   | 51.07    | 51.21   | 3:24.30 | +1.85       |
| 10    | 14    | Австрія                      | Крістіна Генгстер Валері Кляйзер         | 51.23    | 51.04   | 51.00    | 51.24   | 3:24.51 | +2.06       |
| 11    | 15    | Бельгія                      | Ельфі Віллемсен Сара Артс                | 51.03    | 51.27   | 51.10    | 51.21   | 3:24.61 | +2.16       |
| DQ    | 11    | Спортсмени-олімпійці з Росії | Надія Сергєєва Анастасія Кочержова       | 51.01    | 51.49   | 51.29    | 51.37   | 3:25.16 | +2.71       |
| 12    | 20    | Бельгія                      | Ан Ванніувенгейсе Софі Веркрейссен       | 51.24    | 51.28   | 51.53    | 51.20   | 3:25.25 | +2.80       |
| 13    | 10    | Німеччина                    | Анна Келер Ерлін Нольте                  | 51.21    | 51.20   | 51.46    | 51.41   | 3:25.28 | +2.83       |
| 14    | 1     | Південна Корея               | Кім Ю Ран Кім Мін Сон                    | 51.24    | 51.20   | 51.32    | 51.55   | 3:25.31 | +2.86       |
| 15    | 19    | Румунія                      | Марія Константін Андреа Гречу            | 51.17    | 51.40   | 51.39    | 51.57   | 3:25.53 | +3.08       |
| 16    | 3     | Спортсмени-олімпійці з Росії | Олександра Родіонова Юлія Бєломєстних    | 51.29    | 51.47   | 51.41    | 51.55   | 3:25.72 | +3.27       |
| 17    | 16    | Австрія                      | Катрін Баєрль Вікторія Ган               | 51.49    | 51.41   | 51.51    | 51.43   | 3:25.84 | +3.39       |
| 18    | 18    | Ямайка                       | Джасмін Фенталор-Victorian Керрі Расселл | 51.29    | 51.50   | 51.83    | 51.32   | 3:25.94 | +3.49       |
| 19    | 2     | Нігерія                      | Сеун Адігун Акуома Омеога                | 52.21    | 52.55   | 52.31    | 52.53   | 3:29.60 | +7.15       |